# 일본의 홍콩 점령
일본의 홍콩 점령은 1941년 홍콩 전투에서 일본 제국의 승리로 인해 홍콩을 점령한 것을 뜻한다. 이후 일본 제국의 1945년 제2차 세계대전 패전으로 인해 다시금 대영 제국이 재점령하게 된다.

## 같이 보기
- 마카오의 역사